# 宇和岛市立历史资料馆
宇和岛市立历史资料馆（日语：宇和島市立歴史資料館），是位于日本爱媛县宇和岛市的一座博物馆。
馆舍最初是1884年建造的宇和岛警察署，1953年被用作南宇和郡西海町政府。1992年建为历史资料馆。1996年成为登录有形文化财。